# Srebrna Góra (województwo dolnośląskie)

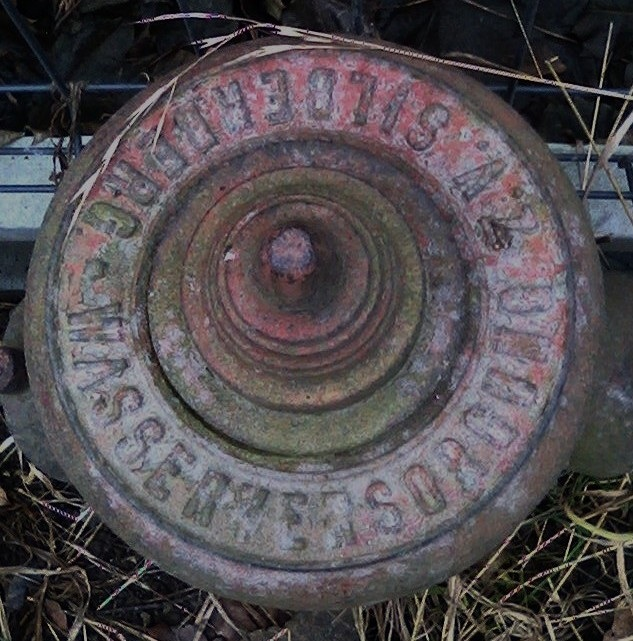
Wasserversorgung z.v. Silberberg. Hydrant w Nowej Rudzie

Srebrna Góra (niem. Silberberg, śl-niem. Selberbarg) – wieś w Polsce położona w województwie dolnośląskim, w powiecie ząbkowickim, w gminie Stoszowice. W latach 1975–1998 miejscowość położona była w województwie wałbrzyskim.
Dawniej miasto; Srebrna Góra uzyskała lokację miejską w 1536 roku, zdegradowana w 1945 roku.
Miejscowość ma zabudowę małomiasteczkową, rozciągniętą wzdłuż stromej doliny. Położona jest na wysokości od około 400 m n.p.m. do około 600 m n.p.m. (najwyższe wzniesienie – Góra Warowna 686 m n.p.m.), w głębokiej, wąskiej dolinie oddzielającej Góry Sowie od Gór Bardzkich.
Według Narodowego Spisu Powszechnego (III 2011 r.) liczyła 1018 mieszkańców.

## Historia

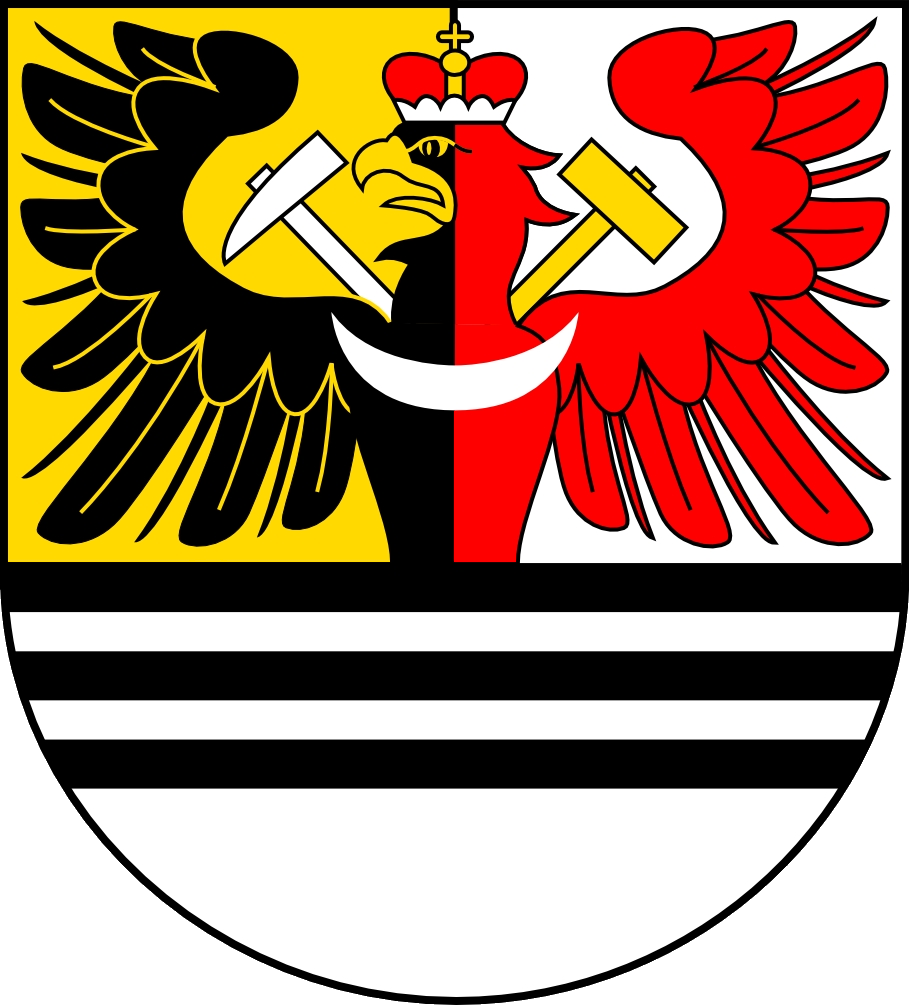
Herb Srebrnej Góry

Miejscowość założono w XIV wieku, jako osadę górniczą, wykorzystująca okoliczne złoża rud srebra. Pierwsze przywileje górnicze nadano osadzie w 1331. W 1370 do miejscowości przybyło gwarectwo ze Złotego Stoku przyczyniając się do rozwoju wsi. Rozwój górnictwa przerywały wojny husyckie i uszkodzenia kopalń. Ożywienie nastąpiło po 1527 za rządów książąt ziębickich. Prawa miejskie uzyskała 25 czerwca 1536, na mocy przywileju książąt ziębickich: Joachima, Henryka, Jana i Jerzego II. W 1540 roku miastu nadany został herb. Po rozkwicie miasta, na początku XVI wieku, eksploatacja złóż zaczęła być nieopłacalna, w związku z czym po wojnie trzydziestoletniej zaniechano jej, a samo miasto podupadło. Próby reaktywacji wydobywania srebra podejmowano m.in. w 1754, 1812 i 1866, ale nie przyniosły one opłacalności.
W rezultacie porażki Austrii w pierwszej wojnie śląskiej, miasteczko, razem z większością Śląska, weszło w skład Prus, a pobliska przełęcz zyskała pierwszorzędne znaczenie strategiczne, dla obrony prowincji, przed ewentualnym rewanżem austriackim. W roku 1765 rozpoczęto budowę górskiej twierdzy z koszarami, ukończoną w 1778 roku. Polskojęzyczny dokument z 1750 roku wymienia miejscowość pod nazwą Sylberberga. Również Słownik geograficzny Królestwa Polskiego, podaje jedynie nazwę Silberberg, bez słowiańskiego odpowiednika, za to z nazwą łacińską Argyrium. Polską nazwę Srebrna Góra w książce Krótki rys jeografii Szląska dla nauki początkowej wydanej w Głogówku, w roku 1847 wymienił, górnośląski ksiądz, nauczyciel i pisarz, Józef Lompa. W 1807 wojska napoleońskie oblegały twierdzę srebrnogórską, w wyniku ostrzału przez ciężką artylerię zabudowa miasta spłonęła.
W 1900 roku miasteczko uzyskało dostęp do Kolei Sowiogórskiej, a w 1908 roku do Ząbkowickiej Kolei Powiatowej. 1 maja 1933 roku w Srebrnej Górze miał miejsce Dzień Lotnictwa (niem. Flugetag). Wśród innych asów wystartowała tam Hanna Reitsch, młoda rekordzistka sportów szybowcowych, później oblatywaczka nowych samolotów, a także szybownicy z Lądka-Zdroju. Przed 1945 było zamieszkane w dużej części przez emerytów, nie było tu żadnego zakładu przemysłowego, ani rzemiosła.
W 1945 roku miejscowość została włączona do Polski. Początkowo nazwano ją Srebrnogóra, potem ustalono nazwę Srebrna Góra, co było tłumaczeniem dotychczasowej nazwy niemieckiej. Nowa administracja zakwalifikowała niewielkie miasteczko do rzędu wsi, przez pewien czas miejscowość była opuszczona. Odebrane zostały jej również prawa miejskie.
W listopadzie 2015 roku, odkryto wejście do nieczynnej sztolni dawnej kopalni srebra. Planowane jest jej udostępnienie dla zwiedzających.

## Zabytki
Do wojewódzkiego rejestru zabytków wpisane są:
- Układ urbanistyczny Starego Miasta
- Kościół parafialny pw. śś. Piotra i Pawła, z lat 1729–1731, 1808 r.
- Dawna plebania, ul. Letnia 6, po 1730 r.
- Kościół ewangelicki, z 1592 r., 1695 r.
- Twierdza, z lat 1763–1777, góruje nad Srebrną Górą i Przełęczą Srebrną, strzegła przejście przez przełęcz do Kotliny Kłodzkiej, składa się z 6. fortów, szeregu leśnych umocnień i bastionów, jeden z najciekawszych budowli architektury militarnej w Polsce, znacznie większa, od Twierdzy Kłodzko, zbudowana przez Fryderyka II po wojnie siedmioletniej. Jest to największa górska twierdza w Europie. Obecnie w Srebrnej Górze znajduje się plenerowa wystawa broni ciężkiej z okresu II wojny światowej. Z korony twierdzy rozpościera się widok na Sudety (m.in.: Góry Sowie i Bardzkie):
  - fort główny Donżon
  - reduta i bateria Chochoł Wielki
  - bateria Chochoł Średni
  - fort i luneta Chochoł Mały
  - schron Bramy Polowej
  - fort Rogowy I
  - fort Wysoka Skała
  - fort Ostróg
- Villa Hubertus, dawne Schronisko „Pod Fortami”, ul. Kręta 2, z przełomu XIX i XX w.
- Dom, ul. Letnia 30, z połowy XVIII w.
- Sztolnia nr 2, w dawnej kopalni srebra
- Budowle inżynierskie sowiogórskiej kolejki zębatej, trasy zbudowanej na początku XX w. Najciekawszy jej odcinek biegnie, między dwoma ogromnymi wiaduktami, gdzie zastosowano trzecią szynę wspomagającą lokomotywę na trudnych podjazdach. W latach 20. i 30. XX wieku wskutek wielkiego kryzysu kolejka została zlikwidowana:
  - wiadukt Żdanowski, murowano-betonowy, z 1901 r.
  - wiadukt Srebrnogórski, murowano-żelbetowy, z 1901 r.
  - most wiszący, stalowy, z 1903 r.

Wybrane zabytki Srebrnej Góry
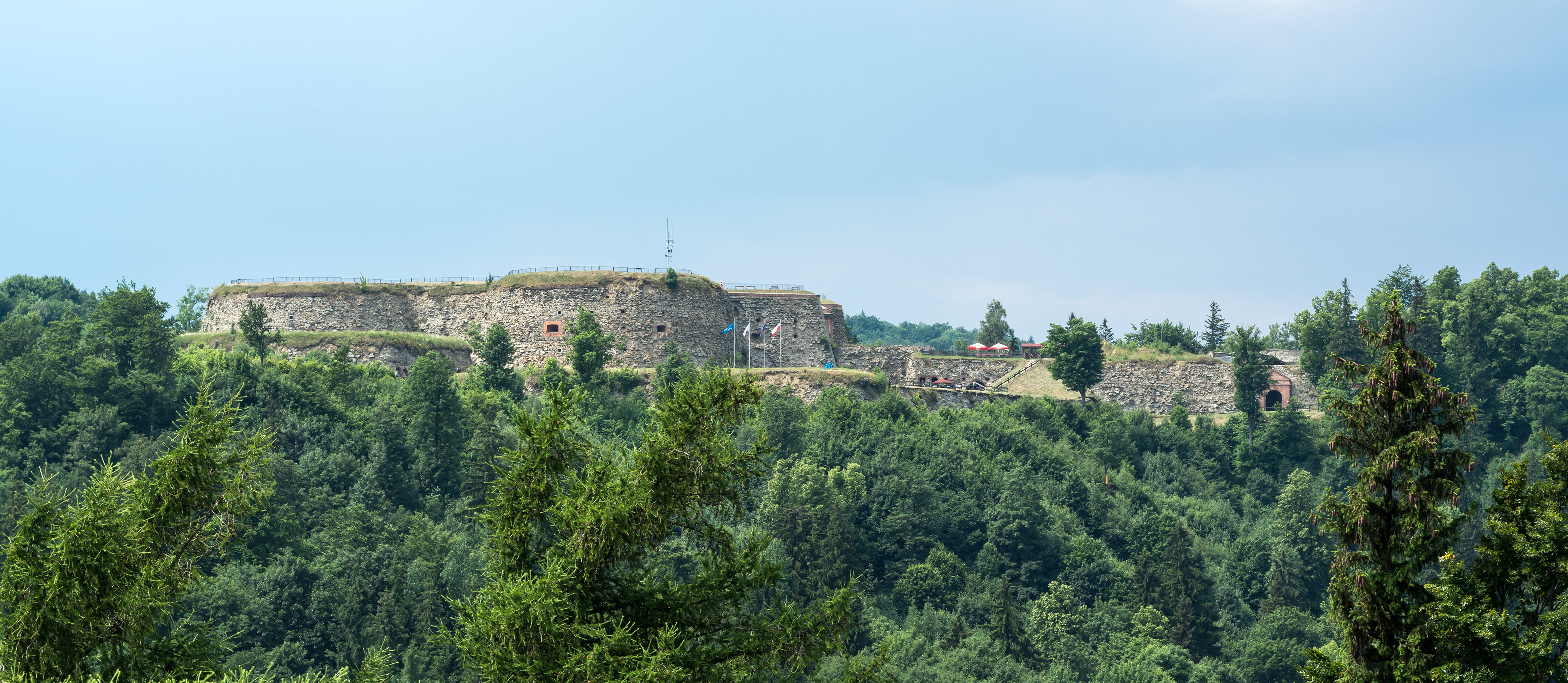
Twierdza Srebrna Góra
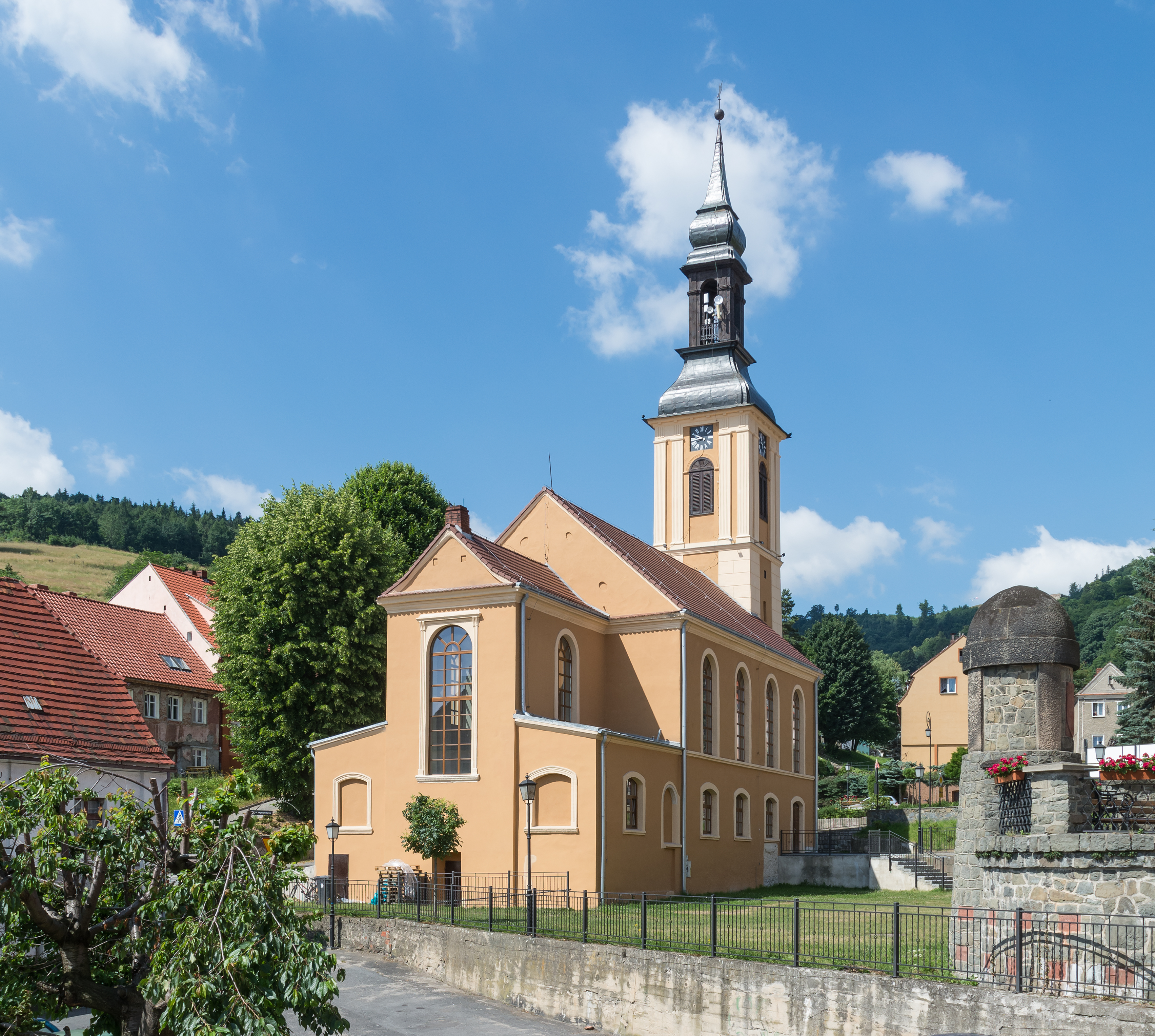
Dawny kościół ewangelicki
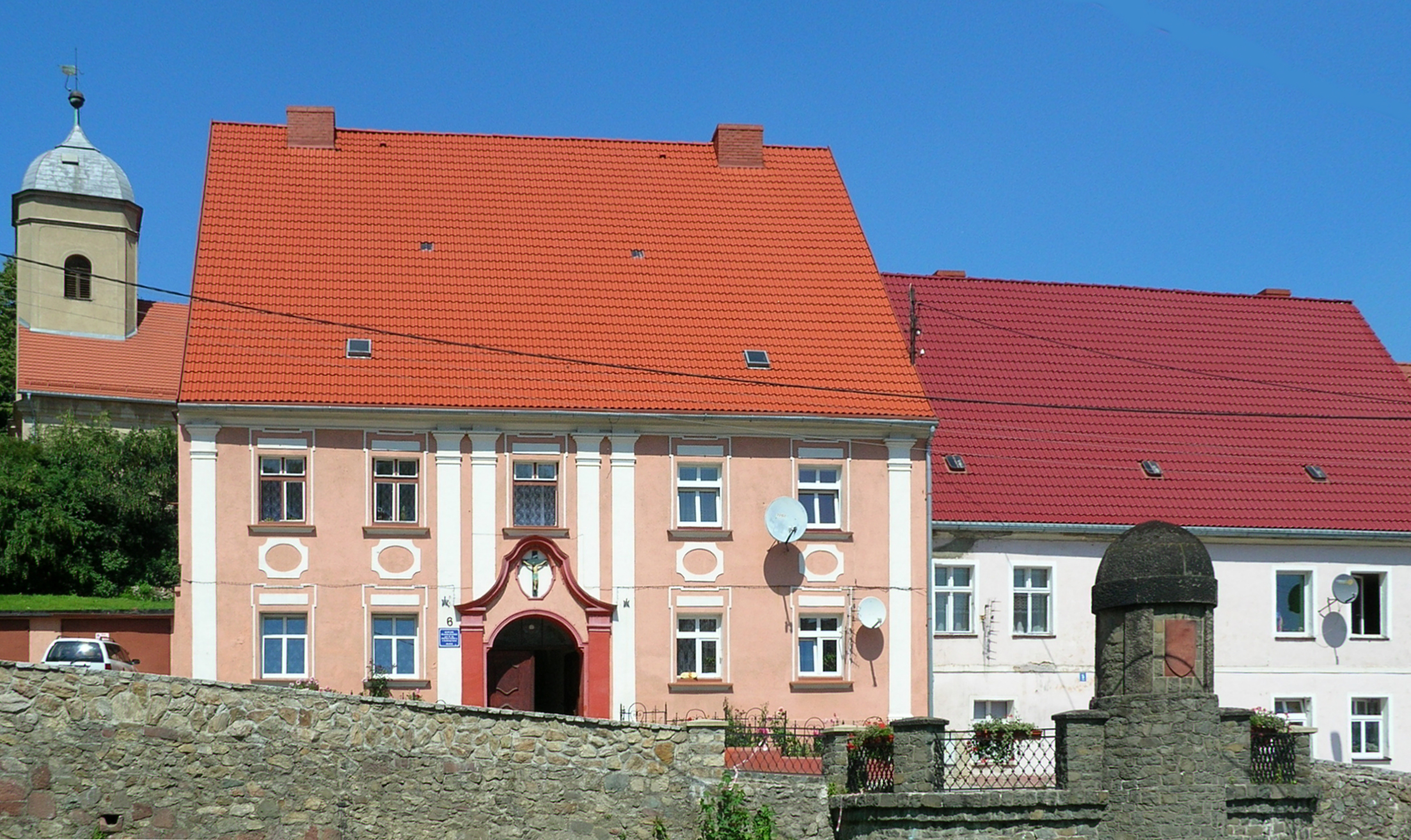
Plebania, ul. Letnia 6
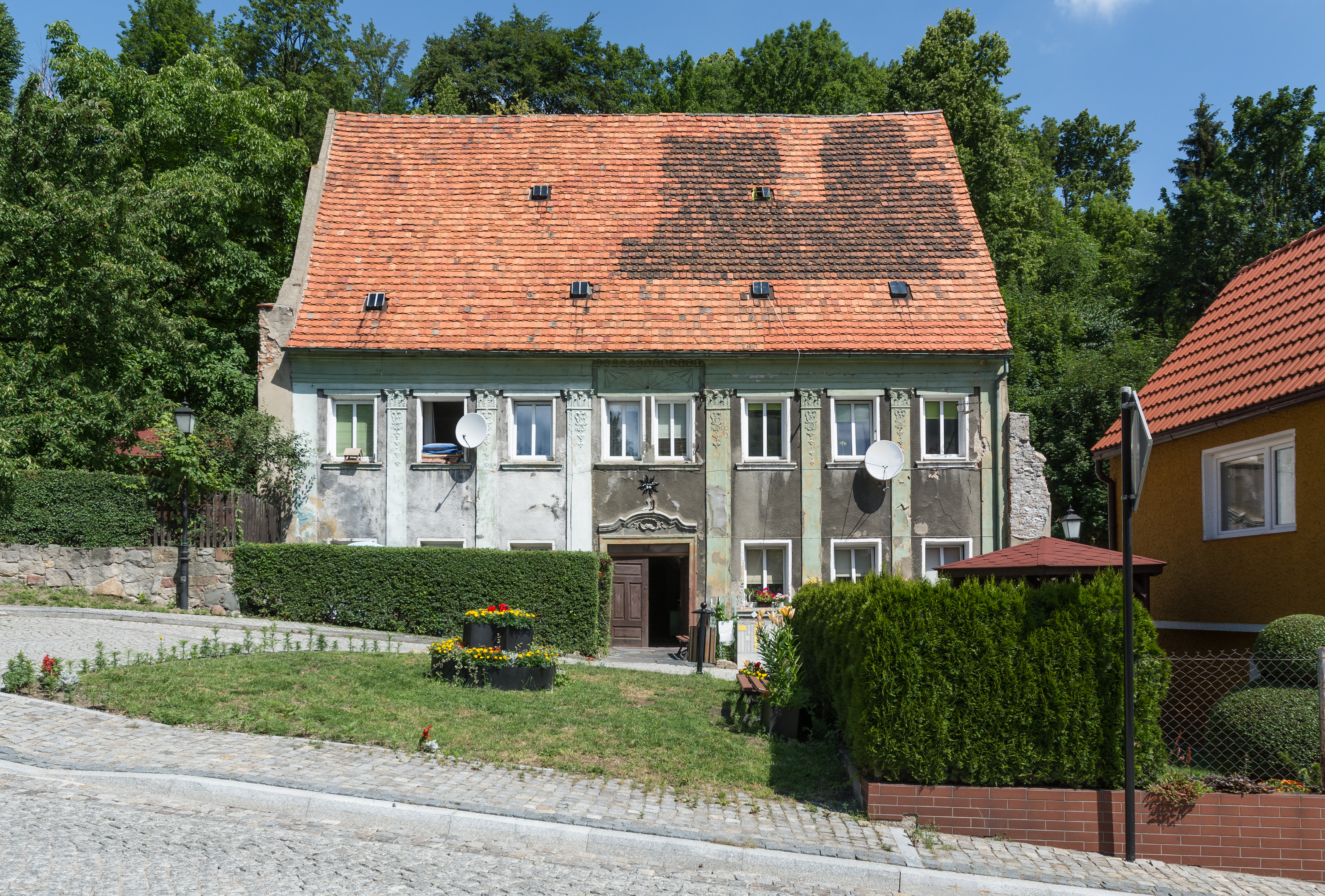
Dom, ul. Letnia 30
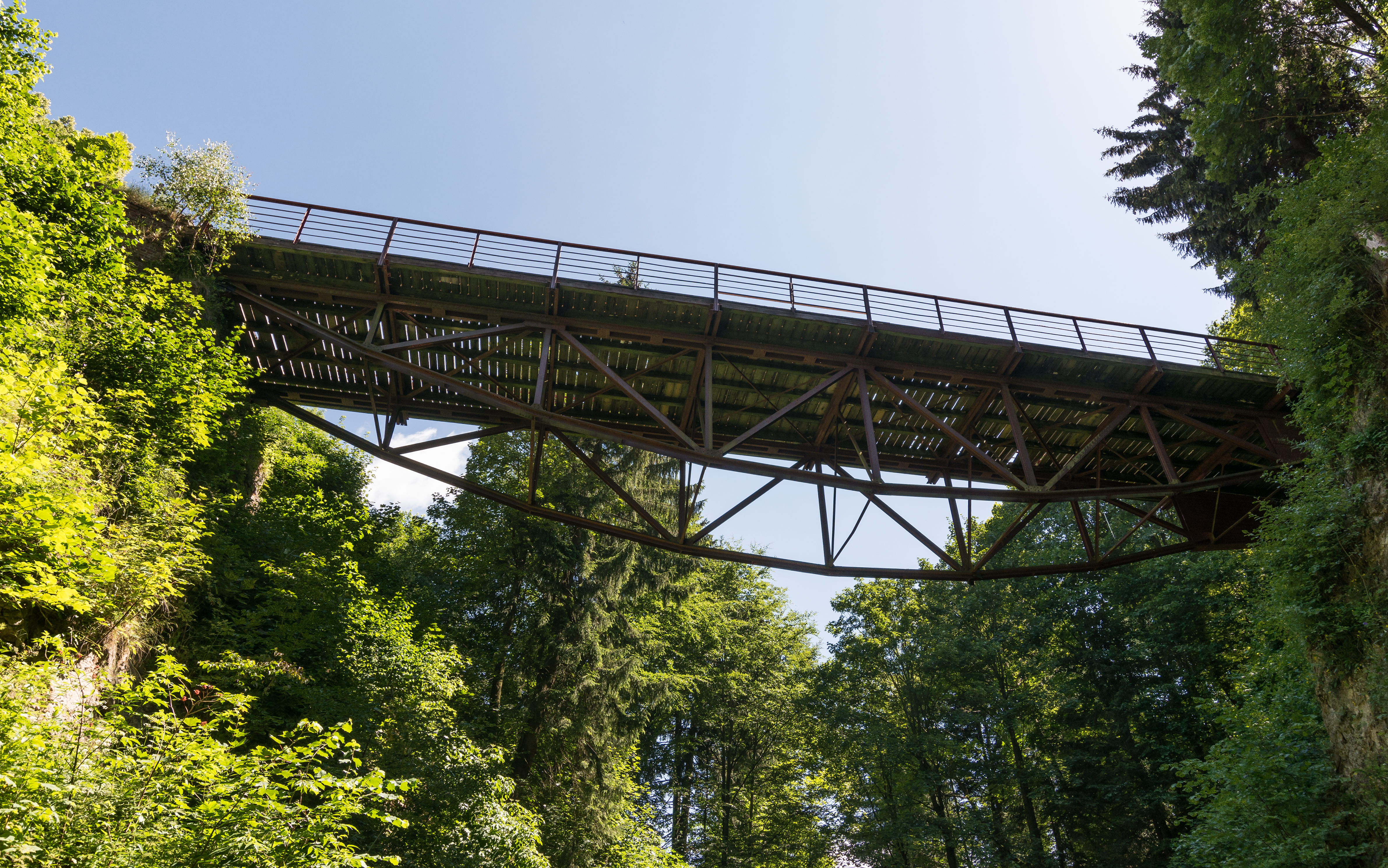
Most wiszący Kolei Sowiogórskiej
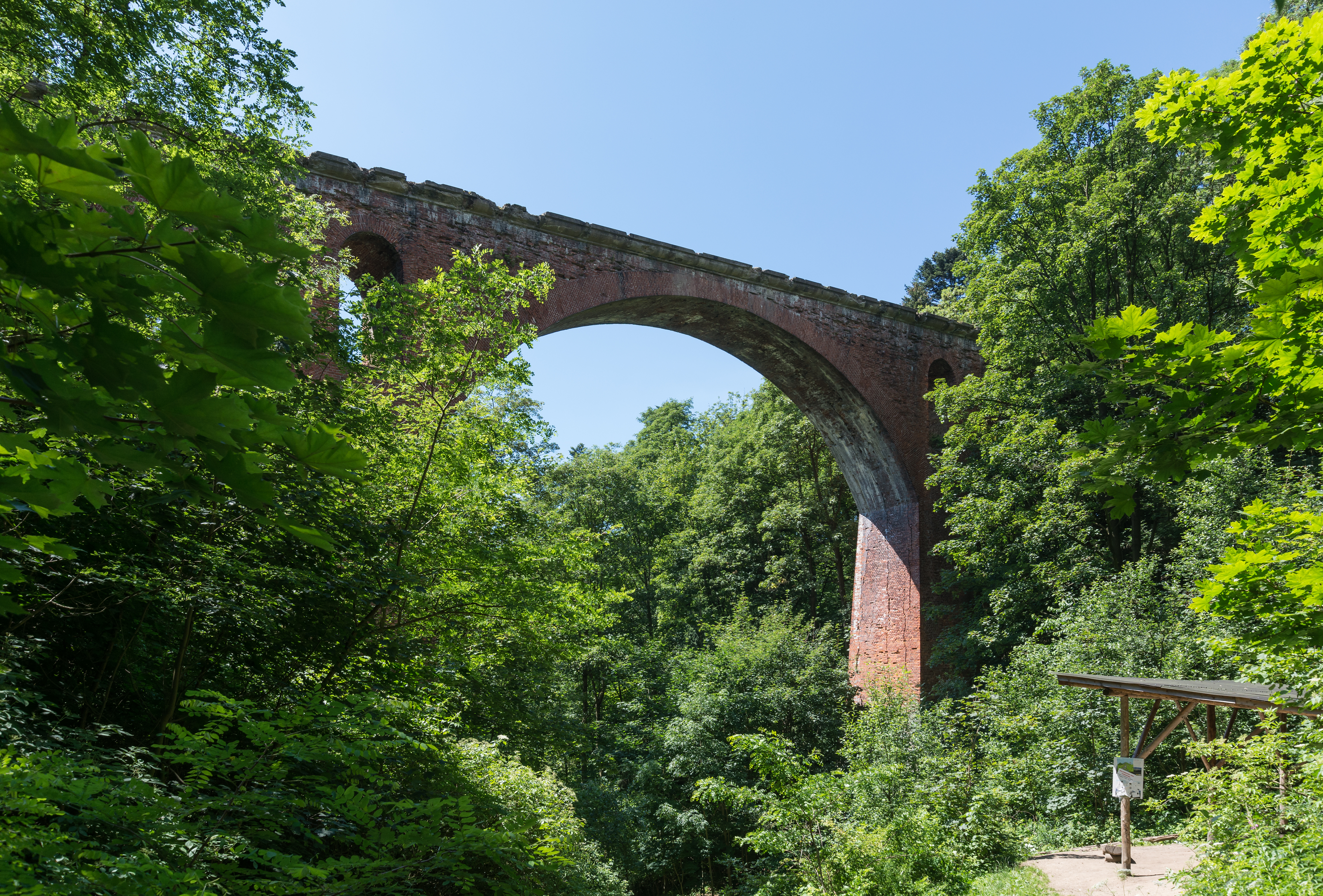
Wiadukt Kolei Sowiogórskiej
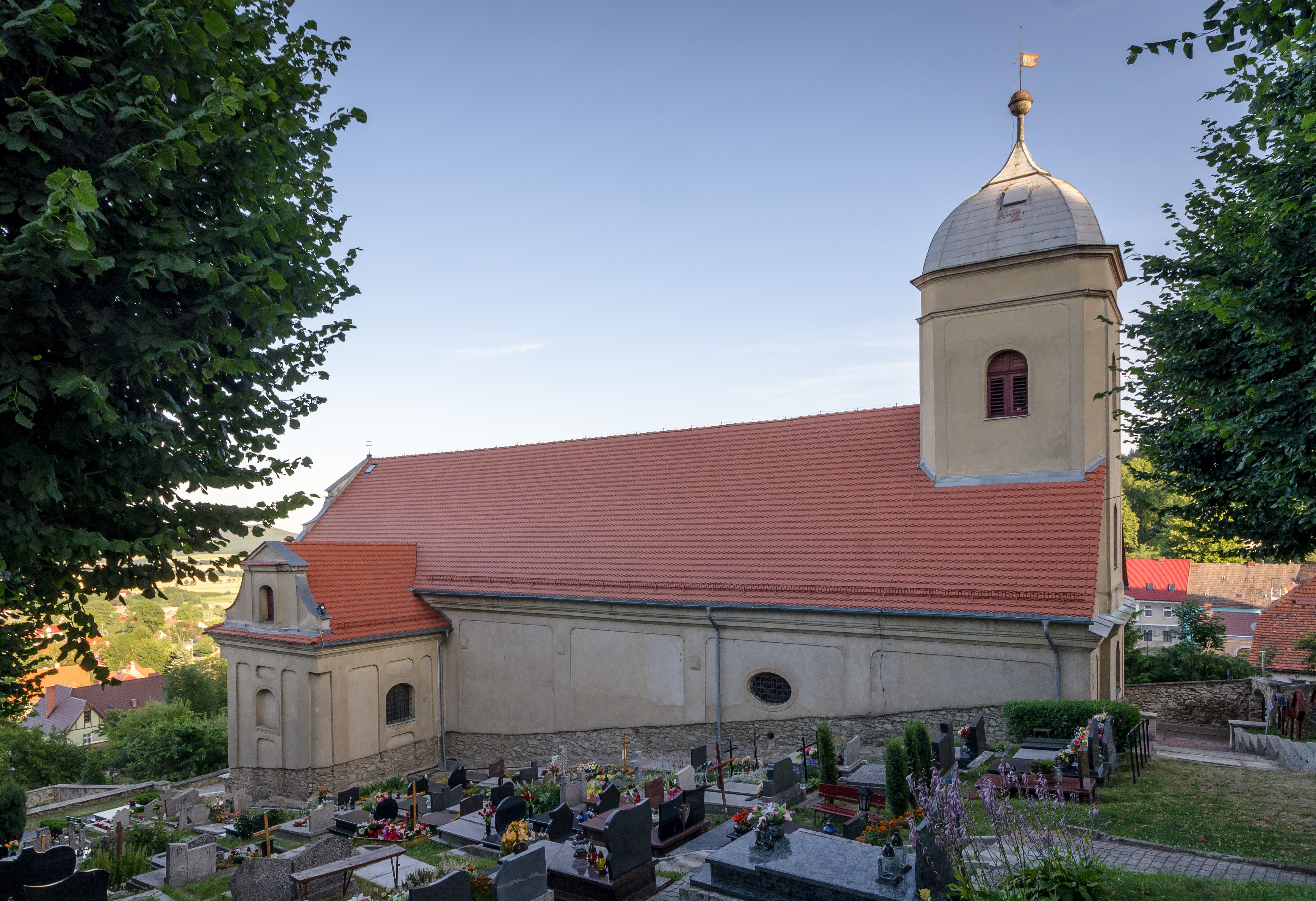
Kościół św. Piotra i Pawła

## Turystyka
- W Srebrnej Górze rozpoczyna się żółty szlak turystyczny na Przełęcz Srebrna[5]
- W pobliżu miejscowości znajduje się startowisko paralotniowe[15].

## Gospodarka
Główna gałąź gospodarki to turystyka. Corocznie kilkadziesiąt tysięcy turystów odwiedza twierdzę. Funkcjonuje dobrze rozwinięta baza noclegowa, m.in. zabytkowe schronisko PTTK, które przyjęło teraz swoją historyczną nazwę Villa Hubertus. Budynek funkcjonuje jako pensjonat i restauracja. Także dawne koszary zostały częściowo zaadaptowane dla potrzeb turystów.

## Osoby związane ze Srebrną Górą
- Marie Wiegmann (1826–1893) – niemiecka malarka urodzona w Srebrnej Górze[16]